# Kurt Peiser
Pour les articles homonymes, voir Peiser.
Kurt Peiser, né à Anvers le 5 janvier 1887 et mort à Uccle le 13 mars 1962, est un peintre et graveur belge. Son style est réaliste avec des nuances d’impressionnisme et d’expressionnisme. Il est un ardent représentant de la peinture à caractère social mais également un peintre de genre, de paysages et de marines.

## Biographie
Kurt Peiser est le fils de Friedrich Peiser, chimiste, et de Laura Pinkus. Ses parents viennent de Gleiwitz en Prusse et sont d'origine juive. Il se marie à deux reprises : le 5 janvier 1909 à Anvers avec Amanda Hedwig Dannehl, directrice d'agence, avec qui il a une fille, Madeleine née en 1910 et morte en 1929, et, au début des années 1920, avec Renée Groeninckx, artiste peintre, avec qui il a une autre fille, Irma.
Il suit les cours de l'Académie d'Anvers de 1901 à 1905. À sa sortie de l'académie, il devient l'élève de Gerard Jacobs. Il pratique essentiellement la peinture à l'huile mais aussi toutes les techniques graphiques : dessin à la mine de plomb, au fusain, au crayon Conté, aux pastels et à l'encre de Chine ; il est aussi aquarelliste, lithographe et graveur en particulier à l'eau-forte. Il a vécu à Anvers de sa naissance à 1914 pour devenir ensuite Bruxellois jusqu'à sa disparition en 1962.
Il expose pour la première fois à la salle Forst à Anvers en 1907 et pour la dernière fois de son vivant en 1961 à l'hôtel communal de Forest. Entre ces deux dates, il expose chaque année et souvent à plusieurs reprises à Anvers, Bruxelles et d'autres villes belges mais aussi à l'étranger à Dresde, Londres, Kaunas, etc. On retiendra à titre d'exemple ses expositions à la XIVe exposition internationale des Beaux-Arts de Venise en 1924, à la salle Giroux à Bruxelles en 1929 et à l'exposition d'Art belge à Moscou et à Leningrad en 1938. Il est présent entre autres dans les collections du musée de l'Ermitage, du British Museum, du musée juif de Bruxelles et dans celles de l'État belge.
Avec d'autres graveurs comme Maurice Langaskens, Pierre Paulus, Armand Rassenfosse, Émile-Henry Tilmans ou Louis Titz, il fit partie du comité de la gravure originale belge qui fut actif entre 1924 et 1939.

## Œuvre
Les sujets qu'il aborde sont extrêmement variés. Durant sa période anversoise, il se consacre principalement à la vie du port, aux chevaux, aux marines et aux quartiers populaires de la métropole. Durant sa période bruxelloise, il abordera tous les sujets de la vie du peuple en particulier dans le quartier des Marolles. C'est alors que le titre de « Peintre de la misère et des bas-fonds » lui est donné dans la monographie que lui consacre Robert de Bendère en 1922. L'épithète lui est ensuite restée alors que ces œuvres ont ensuite évolué vers des sujets différents, même si sa préoccupation centrale a toujours été de représenter les sentiments humains.
Si son style est réaliste et peut présenter des touches impressionnistes et expressionnistes, il est resté en dehors de tous les courants et de toutes les modes. Humaniste, Kurt Peiser se définissait lui-même comme le « Peintre du peuple ».

## Sélection d'œuvres
- 1908 : Les travailleurs aux docks ;
- 1909 : Pauvres bougres ;
- 1925 : Femme de marin, Kermesse, Crapule ;
- 1926 : Serveuse de bar ;
- 1927 : Cathédrale d'Anvers, eau-forte ;
- 1927 : Le long du Port, eau-forte ;
- 1929 : Géant aux docks, Pêcheurs au repos ;
- 1930 : Chercheuse d'escarbilles, eau-forte ;
- 1930 : Chanson de satan.

## Distinction
- Chevalier de l'ordre de Léopold en 1926 (Belgique).